# Мозгова Наталія Григорівна
Ната́лія Григо́рівна Мозгова́ (нар. 4 грудня 1957 року, Київ) — філософ, доктор філософських наук (2006), професор (2007). Мати А. Мозгового.

## Біографічні дані
Народилася 4 грудня 1957 року в Києві в родині військовослужбовця. Батько Шупик Григорій Сакович (Савович) — військовий льотчик, учасник Другої світової війни, орденоносець, Герой Радянського Союзу (1945). Мати Шупик Ніна Василівна — пережила окупацію, після визволення Києва довгий час працювала майстром на будівельному майданчику з відновлення зруйнованого Хрещатика, у подальшому — домогосподарка.
У 1980 році Київський університет. З 1981 року працює у Національному педагогічному університеті: з 2003 року — професор кафедри філософії.

## Наукова робота
Наукові дослідження: київська духовно-академічна філософія та вища освіта Київщини 19 — початку 20 сторіччя; проблеми логіки, гносеології, методології.
Уклала навчальні посібники «Історія української філософії» (2000, співавтор), «Логіка» (2003; 2007–08), підручники «Історія філософії в її зв'язку з освітою» (2006), «Історія української філософії» (2008; обидва у співавторстві; усі — Київ).
Член редколегії збірника наукових праць «Міждисциплінарні дослідження складних систем», науково-теоретичного філософського збірника «Ідеї» (Болгарія), вісника «Філософські перипетії» при ХНУ ім. Каразіна. Під її керівництвом захищено 9 кандидатських дисертацій. Авторка понад 250 наукових та науково-методичних праць.

## Нагороди
- Грамота Верховної ради України (2005);
- Почесна Грамота Міністерства освіти і науки України (2007);
- Заслужений працівник освіти України (2011);
- Знак «Відмінник освіти України»;
- медаль імені П. Орлика;
- медаль імені М. Драгоманова;
- медаль АПН України «К.Д. Ушинський»[2].